# Edino Steele
Edino Steele (né le 6 janvier 1987) est un athlète jamaïcain, spécialiste du 400 mètres.

## Biographie
Il remporte la médaille d'argent du relais 4 × 400 m lors des Championnats du monde en salle 2008, à Valence en Espagne, en compagnie de Michael Blackwood, Adrian Findlay et DeWayne Barrett. 
En 2013, il se classe deuxième du 4 × 400 mètres des championnats du monde de Moscou aux côtés de Rusheen McDonald, Omar Johnson et Javon Francis. La Jamaïque, qui établit le temps de 2 min 59 s 88 est devancée par l'équipe des États-Unis. 

## Palmarès
| Date | Compétition                    | Lieu    | Résultat | Épreuve   |
| ---- | ------------------------------ | ------- | -------- | --------- |
| 2008 | Championnats du monde en salle | Valence | 2e       | 4 × 400 m |
| 2013 | Championnats du monde          | Moscou  | 2e       | 4 × 400 m |
| 2014 | Championnats du monde en salle | Sopot   | 3e       | 4 × 400 m |
| 2014 | Relais mondiaux de l'IAAF      | Nassau  | 8e       | 4 × 400 m |
| 2015 | Relais mondiaux de l'IAAF      | Nassau  | 4e       | 4 × 400 m |

### Records
| Épreuve | Épreuve   | Performance | Lieu     | Date            |
| ------- | --------- | ----------- | -------- | --------------- |
| 400 m   | Plein air | 45 s 38     | Kingston | 30 juin 2012    |
| 400 m   | Salle     | 46 s 11     | Prague   | 25 février 2014 |